# الدوري الشمالي الممتاز 1999–2000
الدوري الشمالي الممتاز 1999–2000 هو موسم من دوري الشمال الممتاز ‏. فاز فيه ليه جنيسيس ‏.